# Palacio de Congresos y Exposiciones de Mérida

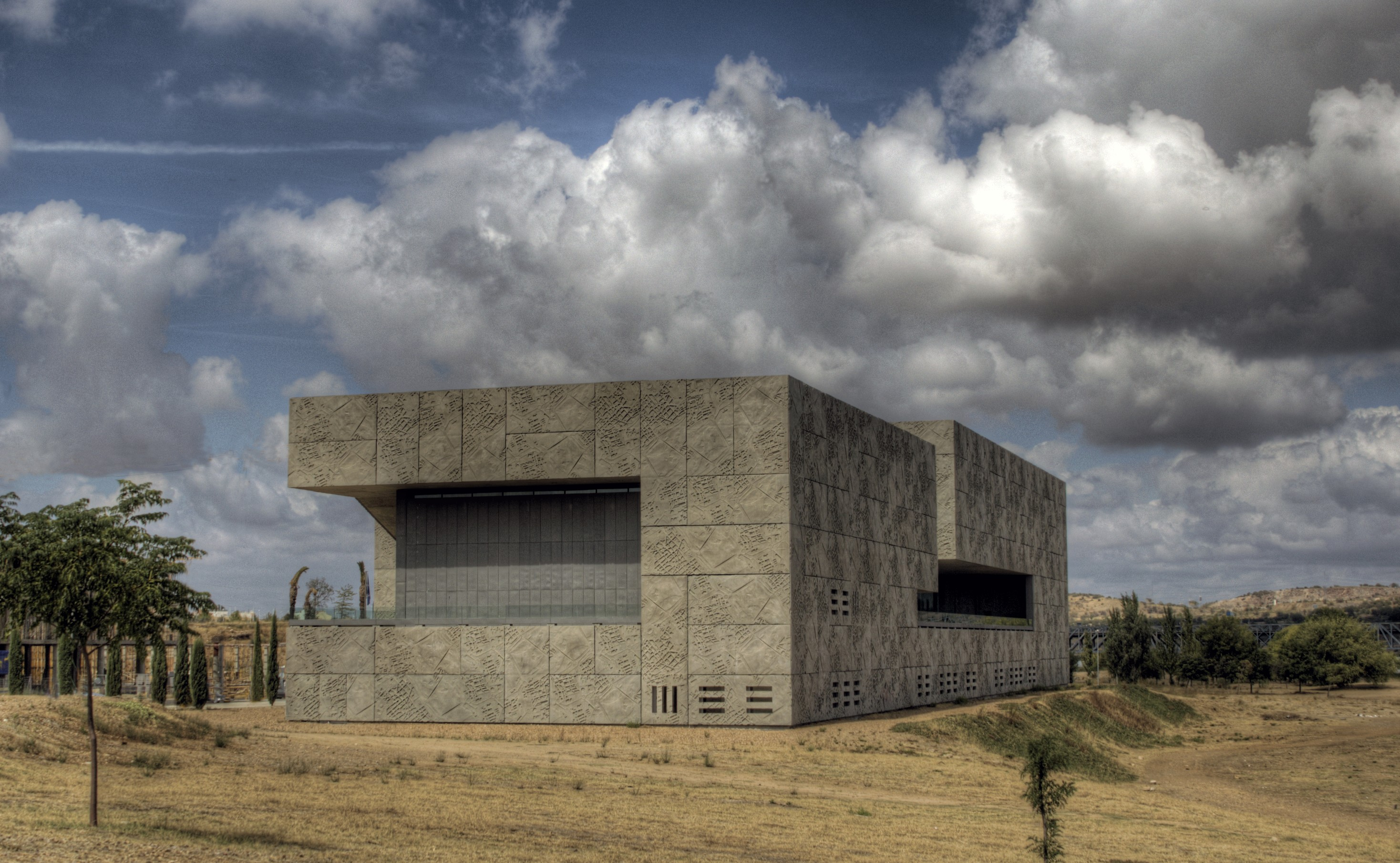
Vista del Palacio de Congresos y Exposiciones de Mérida.

El Palacio de Congresos y Exposiciones de Mérida está situado en el margen izquierda del Guadiana a su paso por la ciudad, entre los puentes de Hierro y Lusitania. Su privilegiada posición le permite tener vistas al río Guadiana y al casco histórico de Mérida. Es obra del estudio de arquitectura Nieto Sobejano y fue inaugurado el 25 de mayo de 2004.

## Descripción
El edificio está concebido como una pieza unitaria, vaciada en su interior para conformar un nuevo espacio público. Este nuevo espacio público lo constituye una gran terraza sobreelevada desde donde poder disfrutar de las vistas. La plataforma actúa como espacio común y de acceso de los dos auditorios y la zona de congresos y exposiciones. Esta configuración permitie la independencia de ambos, posibilitando el uso simultáneo del edificio como auditorio y palacio de congresos y exposiciones.
Consta de 5 plantas con un total de 9.656,96 m² de superficie construida, la sala principal, con capacidad para 1000 espectadores, es un volumen con forma de prisma rectangular que alberga un patio de butacas con inclinaciones variables. Esta configuración, unida a la disposición de paneles acústicos en el techo, posibilitan unas cualidades acústicas óptimas para la celebración de conciertos. La sala menor posee una gran apertura acristalada que comunica visualmente el espacio interior con la plaza de acceso. Las áreas de exposiciones y congresos, concebidas como una secuencia de espacios vacíos y amplios se sitúan en la planta baja y semisótano.
Constructivamente, cabe destacar el cerramiento compuesto por paneles de hormigón prefabricado. Este tipo de tecnología empleada permite dotar de textura a la cara exterior vista del panel. En este caso, la textura elegida fue una abstracción de la vista aérea de la ciudad de Mérida, obra de la artista Esther Pizarro. A partir de esta pieza se confeccionaron moldes de goma para elaborar los paneles, que se montaron posteriormente sobre la estructura portante para formar un mosaico. El resultado es una imagen potente y característica debido al fuerte texturado del cerramiento de los grandes volúmenes ciegos de los auditorios.

## Ficha técnica
- Situación: Avenida del Río s/n, 06800 Mérida (España)
- Tipología: Auditorio, Exposiciones y Palacio de Congresos.
- Adjudicación: Concurso, 1.er Premio(2000).
- Promotor: Junta de Extremadura. Consejería de Cultura.
- Arquitectos: Fuensanta Nieto y Enrique Sobejano.
- Escultora: Esther Pizarro
- Colaboradores: Carlos Ballesteros Alarcón, Denis Bouvier, Mauro Herrero, Luis Labrandero, Pedro Quero, Juan Carlos Redondo.
- Dirección de Obra: Fuensanta Nieto, Enrique Sobejano, arquitectos. Fernando Benito Fernández, Pedro Miranda, Miguel Mesas Izquierdo.
- Maquetas: Juan de Dios Hernández, Jesús Rey.